# 도가니탕
도가니탕(도가니湯)은 소의 무릎도가니를 넣어서 끓인 한국의 탕 요리이다.